# Лорен, Рашель
Рашель Лорен (фр. Rachel Laurin) — современная канадская органистка, композитор и музыкальный педагог. Преподавательница Квебекской музыкальной консерватории в Монреале, победительница композиторских конкурсов Американской гильдии органистов.

## Биография
Родилась в 1961 году в Сен-Бенуа под Монреалем. Брала уроки игры на органе у Люсьена Лёрё-Ареля в 1978—1980 годах, после чего в 1980—1986 годах училась в Квебекской музыкальной консерватории в Монреале у Гастона Ареля и Раймона Давлюи (орган) и Рауля Созы (фортепиано). Занималась с Давлюи также в частном порядке в 1980—1985 годах. В 1985 году получила стипендию от фонда Мак-Абби, в 1986 году — стипендию Вильфрида Пеллетье за отличие и первую премию МКМ по классу органа.
С 1986 года помощник органиста в оратории Святого Иосифа (Монреаль), в 2002 году перешла на место органиста в собор Нотр-Дам (Оттава), где оставлась до 2006 года. Неоднократно участвовала в записи альбомов классической музыки с разными исполнителями и хоровыми коллективами. В общей сложности дискография Лорен как исполнительницы соло или с другими музыкантами насчитывает 12 дисков. Преподавала импровизацию в Квебекской консерватории в Монреале с 1988 года, с 1989 года также давала уроки органной импровизации и гармонии для клавишных инструментов на курсах духовной музыки в Эпинале (Франция).
Начала сочинять музыку в годы учёбы, с 2006 года штатный композитор музыкального издательства Wayne Leupold Editions (США). Скончалась в августе 2023 года, вскоре после своего 62-го дня рождения, в больнице Св. Винсента (Оттава).

## Творчество
Сочиняла музыку для сольного инструментального исполнения, вокала, камерных ансамблей и оркестров. Среди наиболее ранних произведений Лорен «Энциклопедия музыки в Канаде» упоминает Messe pour les fêtes solennelles, op. 4 (1983), органные «Короткие сюиты», op. 6, no. 1 и 2 (выпущены лейблом Europart-Music в 1988 и 1989 годах) и органную Сонату фа мажор, op. 7 (1985). В 1987 году кантата для голоса с органом Veni Creator, op. 10, прозвучала на конгрессе Американской гильдии органистов в Питтсбурге, а Messe de louange, op. 15, была в 1990 году опубликована в периодическом издании Musique sacrée/ L’Organiste.
Творчество Лорен 5 раз отмечалось стипендией Конрада Летандра. В 2008 году она стала лауреатом вручаемой раз в два года композиторской премии Холткампа (ныне премия Мейсона) за «Прелюдию и фугу фа минор» от Американской гильдии органистов, а в 2022 году выиграла конкурс органной композиции имени Погожельского и Янки, проводимый этой же организацией. В 2020 году удостоена премии выдающемуся композитору Американской гильдии органистов.